# فريدريك بايبر
فريدريك بايبر (بالألمانية: Friedrich Julius Bieber) هو عالم إنسان نمساوي، ولد في 24 فبراير 1873 في فيينا في النمسا، وتوفي بنفس المكان في 3 مارس 1924.